# 470 aC
L'any 470 aC va ser un any del calendari romà prejulià. Durant la República Romana es coneixia com l'Any del consolat de Potit i Mamerc, o de vegades, any 284 Ab urbe condita o de la fundació de Roma. La denominació 470 aC per a aquest any s'ha emprat des de l'edat mitjana, quan el calendari Anno Domini va ser el mètode més usat a Europa per a anomenar els anys.

## Esdeveniments

#### Grècia
- L'illa de Naxos, l'any 472 aC es va voler retirar de la Lliga de Delos, però els atenesos van llançar immediatament una guerra contra ella, i el 470 aC la van assetjar i la van obligar a tornar a la Lliga.[2]
- Atenes ocupa i colonitza amb clerucs la ciutat de Bizanci (470 aC- 411 aC).[3]
- Fundació de Buxentum, a la Magna Grècia, per colons de Règion enviats pel tirà Mícit, successor d'Anaxilau, segons Diodor de Sicília[4] i Estrabó.[5]

#### República Romana
- Luci Valeri Potit i Tiberi Emili Mamerc són elegits cònsols a Roma. Aquest any hi va haver una forta agitació social per una llei agrària (Cassia agraria) presentada per Espuri Cassi Viscel·lí l'any 486 aC i que encara no havia entrat en vigor. I també pel judici d'Api Claudi Sabí, que s'oposava a aquesta llei. Abans del judici es va suïcidar. Mamerc va donar suport a la llei. Va portar també un exèrcit contra els sabins, però sense cap èxit destacat. Valeri Potit va fer la guerra als eqües, però no va poder atacar el seu campament per una prohibició religiosa.[6][7]

## Naixements
- Aspàsia de Milet, amant de Pèricles. (Morta en el 400 aC)[8]
- Sòcrates, filòsof grec, fill de l'escultor Sofronisc, i de la llevadora Fenàreta.[9] (Mort el 399 aC)

## Necrològiques
- Mort (probable) d'Artabazos, sàtrapa persa de la regió del Pont.[10]